# La Celle-Dunoise
La Celle-Dunoise este o comună în departamentul Creuse din centrul Franței. În 2009 avea o populație de 607 de locuitori.

## Evoluția populației
| An        | 1975 | 1982 | 1990 | 1999 | 2006 | 2009 |
| --------- | ---- | ---- | ---- | ---- | ---- | ---- |
| Populație | 732  | 668  | 589  | 598  | 606  | 607  |